# Debreceni Református Kollégium Baráti Köre
A Debreceni Református Kollégium Baráti Köre egy jogilag 2002-ben alakult – de de facto nagy hagyománnyal bíró – közhasznú egyesület, amely a Kollégium egykori diákjait, jelenlegi és egykori tanárait fogja össze és segíti a Kollégiummal való kapcsolattartásukat.

## Gyökerei
A 19. század vége felé, az aktuálisan Kollégista diákok jogait védő, de már hanyatló Coetus mellett létrejött az öregdiákokat összefogó szervezet is. Mivel az aktuális diákok mellett az öregdiákokat is képviselte – beleértve az éppen Kollégium tanáraként dolgozókat – a Kollégiumhoz kötődő, de független entitás volt mindig. 1928-ban átalakult, és felvette a Debreceni Kollégiumi Diákszövetség nevet.
A Debreceni Református Kollégium Gimnáziumának diákjai az intézményben töltött első év után diákpolgári fogadalmat tettek és tesznek ma is. A fogadalom szövegében szerepel egy, a Kollégium belső világát közelebbről nem ismerők számára nehezen értelmezhető mondat, amely a fogadalomtévőt „a Kollégium írott és íratlan törvényeinek megtartására” kötelezi. Ezek az íratlan törvények a Kollégium szervesen működő közösségi életében azoknak a hagyományoknak, érzelmi viszonyulásoknak az összességét jelentik, amelyek az adott pillanatban a mindennapi együttélést szabályozzák, s ha az idő próbáját kiállják, később akár írott törvénnyé is válhatnak. Ezeknek az íratlan szabályoknak megfelelően és a Kollégium legnemesebb hagyományainak megfelelően a Diákszövetség a szegény sorsú diákok támogatását és a diáknemzedékek közötti párbeszéd erősítését tekintette fő feladatának. Ugyanez mondható el a Kollégium mai Baráti Köréről is.
Mindezek mellett kiadói, megemlékezési és eseményszervezési tevékenysége sem volt elhanyagolható. A Debreceni Kollégiumi Diákszövetség Előkészítő Bizottsága 1928-ban határozta el egy hősi emlékmű állítását az első világháborúban áldozatul esett kollégiumi diákok és tanárok emlékére. Eredetileg szobrot szerettek volna állíttatni, de a rendelkezésükre álló pénzösszegből Medgyessy egy bronz domborművet tudott készíteni. A pénz – ami éppen fele volt az eredeti költségvetésnek – a Csokonai-kör gyűjtéséből, és magánadományokból jött össze. A 105x200 cm nagyságú domborművet – amelyen hét álló katonaalakot látunk, akik szuronyt szegezve, és ágyút tolva haladnak balról jobbra – 1933. május 18-án leplezték le. Felirata: A kollégium hős tanárainak és hős diákjainak emlékezetére emelte a kollégiumi diákszövetség 1933.
Ünnepélyeiken rendszeresen gyűjtöttek a Kollégium részére. Az 1930. december 1-jén tartott ünnepélyükön a szereplők Móricz Zsigmond és Oláh Gábor voltak.
1938-ban emléktáblát állítottak Horthy Miklós kormányzónak, mint egykori kollégiumi diáknak, aki egyben a Diákszövetség fővédnöke is volt. Ugyanakkor a Diákszövetség tevékenységének nem volt meghatározó eleme a Horthy-kultusz ápolása. Az emléktábla állítását szívügyének érezte, de egyszeri cselekedet volt a részéről.
A szocializmus éveiben, mint minden nem „kommunista” szervezet, az enyészetre volt ítélve, de a rendszerváltásnak köszönhetően ismét újjászerveződhetett és működhetett tovább, de ekkortól már az öregdiákok, illetve az egykori és jelenlegi tanárok képviselete és az újjáalakuló intézményekkel való kapcsolattartása tevődött át a hangsúly, mely célt jogi megalakulásakor az alapokmányba bele is foglalták.

## Jogi megalakulása
A Debreceni Református Kollégium Baráti Körét a Kollégium egykori diákjainak kezdeményezésére hozták létre jogi személyként, 2002-ben. Névválasztásukkor nem tartották meg a „szellemi előd” nevét, mivel nem szerették volna, ha összetévesztik őket a jelenlegi Debreceni Kollégiumi Diákszövetséggel, amely a debreceni középiskolai kollégiumok diákönkormányzatainak városi szerveződése. A Baráti Kör szervezetileg közhasznú egyesületként került bejegyzésre. Az alapító okiratban foglaltak szerint célja:
- a Debreceni Református Kollégium hagyományainak ápolása;
- a Kollégium egykori diákjai egymással és volt iskolájukkal történő kapcsolattartásának elősegítése;
- diáktalálkozók, érettségi találkozók, konferenciák, kulturális és művészeti események, tudományos tanácskozások szervezése és lebonyolítása;
- a volt diákok folyamatos tájékoztatása a Kollégium intézményeinek működéséről;
- a Kollégiummal kapcsolatos kiadványok tervezése, kiadása és terjesztése;
- a kollégiumi tagozatok kiváló diákjainak és felkészítő tanárainak jutalmazása.

Az egyesület jogi megalakulása után is meghatározó szerepet játszik az évenkénti debreceni diáktalálkozók szervezésében. A Debreceni Református Kollégium alapításának 475. jubileumi éve alkalmából, 2013. május 25-én szervezett diáktalálkozó vendége volt Orbán Viktor miniszterelnök, aki beszéde közben bejelentette, hogy az egyetemes reformáció elindulásának 500. évfordulójáig, 2017-ig a magyar kormány tízmilliárd forintot biztosít a Debreceni Református Kollégium és iskoláinak rendbehozatalára. A támogatásról szóló megállapodást a kormányfő beszédét követően írta alá Orbán Viktor és Bölcskei Gusztáv püspök a Nagytemplomban. Szintén a jubileumi év keretében, a Baráti Kör szervezésében 2013. szeptember 27-én Kollégium-történeti konferenciát és könyvbemutatót tartottak, illetve szeptember 28-án a Kollégium neves diákjai emléktáblát avattak fel Nagykönyvtár bejáratával szemben.
A Baráti Kör kezdeményezésére állították vissza eredeti helyére 2012. május 19-én, a Kollégium főépületének belső árkádjai alá azt a táblát, mely megemlékezik Horthy Miklósról, mint a Kollégium nevezetes diákjáról. A táblát a Kollégium épületének felújításakor találták meg, eredetileg 1938-ban állította a szellemi (mivel jogilag nem létezett) elődje, a Debreceni Kollégiumi Diákszövetség, majd 1947-ben öt kommunista beállítottságú főiskolai hallgató leverte. A Horthy-emléktábla visszaállítása kisebb párhuzamos tüntetéshez, tiltakozásokhoz vezetett a Kollégium előtt, amelyeken több civil szervezet, az MSZP és a Jobbik képviselői (egymás ellen tüntetve) és a Debreceni Zsidó Hitközség képviselői is részt vettek. Az ellentüntetők és szimpátiatüntetők olykor heves szóváltásba keveredtek egymással.

## Tagság
Az egyesület rendes tagja lehet az a nagykorú természetes személy, aki a Debreceni Református Kollégium bármely tagozatán tanulmányokat folytatott vagy azok valamelyikével élete során munkaviszonyba került. Az egyesület pártoló tagja lehet bármely belföldi vagy külföldi természetes vagy jogi személy, illetve gazdálkodó szervezet, aki/amely az egyesület céljainak megvalósulását támogatni kívánja.
A Baráti Kör jelenlegi vezetősége
- dr. Győri János elnök,
- dr. Fekete Károly titkár,
- Csete Örs, Nagy László alelnökök,
- dr. Győri Judit, dr. Fazakas Gergely és Győri József elnökségi tagok.

## Könyvkiadásaik
- Gajdics Sándor: „Örömet intő két kéz” – Csenki Imre – Debreceni Kollégiumi Kórus, Debrecen 1992, ISBN 963-042-084-8
- A Debreceni Református Kollégium Baráti Körének Évkönyve a 2004. évről. Szerk. Fekete Károly, Debrecen 2005[20]
- Menedék: a Debreceni Református Kollégium Gimnáziumában 1950-1957 között érettségizett diákok visszaemlékezései, szerk. Csiha András, Debrecen 2011 (második kiadás 2013), ISBN 978-963-081-366-2 (kötött)